# Heinrich Otto Wieland
Pour les articles homonymes, voir Wieland.
Heinrich Otto Wieland (4 juin 1877 - 5 août 1957) est un chimiste allemand, lauréat du prix Nobel de chimie en 1927 « pour ses recherches sur la constitution de l'acide biliaire et les substances apparentées ». Spécialiste de la toxicologie, il contribua également à la détermination de la structure chimique de la morphine et de la strychnine. En 1917, il succéda à Adolf von Baeyer comme professeur de chimie à l'université de Munich.
Wieland protégea tant qu'il put ses collaborateurs persécutés par les lois raciales, et en particulier les étudiants juifs.

## Biographie
Heinrich Wieland était l'enfant d'une famille d'entrepreneurs aisés de Pforzheim, dans la province de Bade. Son père, chimiste de profession, avait racheté une fonderie de métaux précieux après la guerre de 1870. Initié ainsi très tôt, Wieland s'inscrivit en 1896 aux cours de chimie de l'Université de Munich et soutint sa thèse en 1901 sous la direction de Johannes Thiele. Il passa sa thèse d'habilitation, consacrée aux propriétés de l'oxyde d'azote, en 1905. Outre les conférences qu'en tant que privat-docent il donnait à l'université de Munich, il se partageait entre des missions d'ingénieur consultant et d'expertise ; et c'est ainsi qu'il devait conserver toute sa vie des liens de collaboration avec l'usine pharmaceutique C. H. Boehringer & Fils d'Ingelheim am Rhein.
D'abord exempté par l'armée impériale allemande, Wieland fut finalement appelé en mars 1917 (il avait 40 ans) dans les cadres de la réserve. De 1917 à 1918, grâce à Fritz Haber, Wieland dirigea le département des gaz de combat à l'Institut Kaiser-Wilhelm de Berlin-Dahlem, où il développa la production de gaz de combat comme le gaz moutarde (« moutarde azotée ») et ces gaz irritants que les chimistes allemands appelaient Maskenbrecher, parce que les soldats éprouvaient une envie irrépressible d'arracher leur masque à gaz. Simultanément, l'université technique de Munich lui offrait pour la première fois une chaire d'enseignement, et c'est ainsi qu'il se trouva désormais à faire sans cesse des aller-retours entre Munich et Berlin.
En 1921, Wieland fut nommé professeur à l'université de Fribourg puis succéda à Richard Willstätter à la chaire de chimie de l'université Louis-et-Maximilien de Munich dès le semestre d'hiver 1925-1926. Il se consacra aux alcaloïdes, et en particulier aux propriétés de la strychnine, qu'on extrayait alors encore des noix du vomiquier (Strychnos nux-vomica). En 1933, il intensifia ses recherches sur les curares indiens. Comme ces recherches, sous le Troisième Reich, étaient jugées d'importance stratégique, plusieurs lettres de dénonciation dirigées contre lui restèrent sans effet ; et même après 1939, il parvint à garder dans son laboratoire 25 collaborateurs classés « demi-juifs » en tant qu'« hôtes du Conseiller d'État. » Il y avait parmi eux Hans Conrad Leipelt, dont il demanda au tribunal la libération, ainsi que son étudiante Hildegarde Hamm-Brücher, qui put soutenir sa thèse en 1945.
Il avait épousé une munichoise, Josephine Bartmann (1881-1966), en 1908. Ils eurent trois fils et une fille : Wolfgang, docteur en chimie ; Theodor (de), professeur de chimie à l'université de Francfort et Othon, professeur en médecine à l'université de Munich. Sa fille Eva a épousé Feodor Lynen, professeur de biochimie à l'université de Munich et Prix Nobel de physiologie ou médecine.
Wieland fut titulaire de l'ordre Pour le Mérite et de la croix de commandeur de l'ordre du Mérite de la République fédérale d'Allemagne.
Il a dirigé la thèse du chimiste organicien allemand Rolf Huisgen.